# Šompen
Šompen (též shompen nebo shom peng) je jazyk (nebo skupina jazyků), kterým mluví Šompové na ostrově Velký Nikobar (souostroví Nikobary), který patří k Indii. Jazyk není příliš prozkoumán.

## Popis
Šompové (mluvčí jazyka šompen) jsou domorodí obyvatelé ostrova Velký Nikobar. Dodnes žijí jako lovci a sběrači, a kvůli nařízení indické vlády na jejich území nesmí nikdy zvenčí, proto není jejich jazyk příliš prozkoumán, většina zdrojů o jazyce je z 19. století. Odhaduje se že na ostrově žije přibližně 400 Šompů.

## Klasifikace
Klasifikace jazyka šompen je sporná. Jazyk se tradičně řadí mezi nikobarské jazyky (podskupina jazykové rodiny austroasijských jazyků), kterými se mluví ve zbytku Nikobar, ale většina zaznamenaných slov není vůbec podobná slovům z nikobarských jazyků. Jiné teorie řadí šompen mezi severní aslijské jazyky (jinou podskupinu austroasijských jazyků, používanou v Thajsku a Malajsii). Je ale také možné, že šompen je izolovaný jazyk.
Klasifikaci šompenu ale ještě komplikuje fakt, že jazyk je v každé šompské vesnici jiný (takže šompen vlastně není jeden jazyk, ale malá jazyková rodina). Například slovo hlava se v jedné šompenské vesnici řekne koi a v jiné fiāu.